# Сент-Ирье, Эли де
 Эли де Сент-Ирье (фр. Élie de Saint-Yrieix; ? — 10 мая 1367, Авиньон, Папская область) — французский кардинал, бенедиктинец, богослов, доктор права и теологии. Епископ Юзеса с 5 сентября 1344 по 23 декабря 1356. Кардинал-священник с титулом церкви Санто-Стефано-аль-Монте-Челио с 23 декабря 1356 по 10 мая 1363. Кардинал-епископ Остии и Веллетри с 10 мая 1363 по 1367.

## Биография
Родился в Сент-Ирье-ла-Перш (ныне Верхняя Вьенна, Новая Аквитания). В июне 1335 года был избран настоятелем бенедиктинского аббатства Сен-Флоран де Сомюр в Анжу, которую он возглавлял в течение девяти лет.
5 сентября 1344 года был избран 35-м епископом Юзеса. В 1351 году участвовал в епископском синоде в Безье.
23 декабря 1356 года Папа Иннокентий VI назначил его кардиналом-священником с титулом церкви Санто-Стефано-аль-Монте-Челио.
В 1363 году стал кардиналом-епископом субурбикарной епархии Остии Римской епархии.
Умер 10 мая 1367 года и похоронен во францисканской церкви в Авиньоне .
Автор богословских трудов о жизни и чудесах Эльзеара де Сабрана (Elzéar de Sabran) (1285—1323), святого католической церкви и покровителя города Ариано.